# Фрањевци конвентуалци
Фрањевци конвентуалци су припадници римокатоличког Реда мале браће конвентуалаца (лат. Ordo Fratrum Minorum Conventualium / OFM Conv.) који спада у скупину фрањевачких редова. Конвентуалски фрањевачки ред је настао услед поделе унутар првобитно јединственог Фрањевачког реда, у оквиру кога су још од оснивања у 13. веку постојале две струје: опсервантска и конвентуалска. Прва се залагала за строго поштовање завета сиромаштва без стицања имовине, док је друга практиковала условно поштовање завета уз стицање имовине. Унутрашња превирања између поменутих струја довела су 1517. године до поделе на два посебна фрањевачка реда (опсервантски и конвентуалски). Од тада постоји самосталан Фрањевачки конвентуалски ред, а његови припадници се називају фрањевцима конвентуалцима.
Припадници овог фрањевачког реда били су током историје веома активни и на разним јужнословенским просторима.